# Profanation

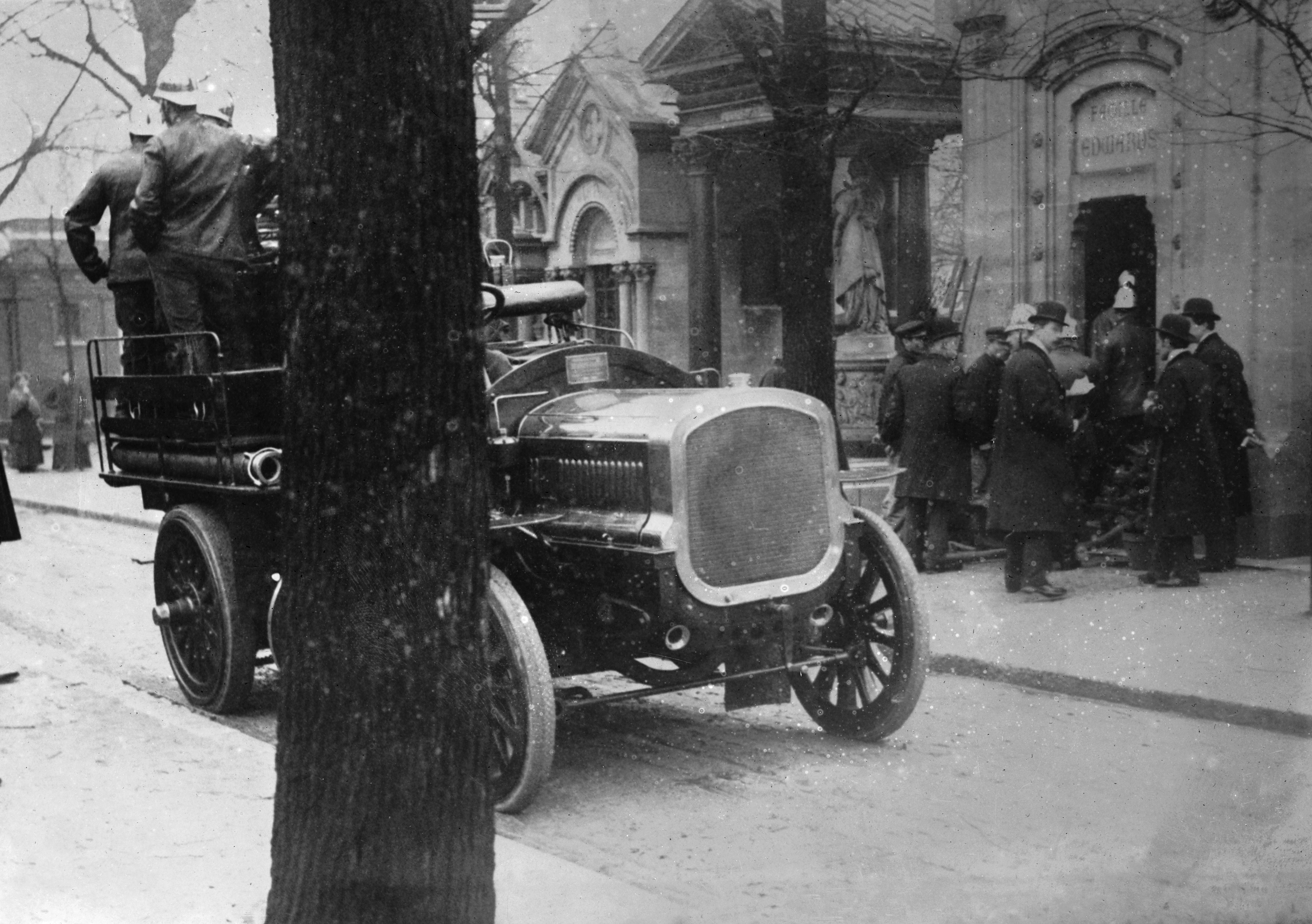
Une profanation de sépulture : l'affaire Lanthelme (1911). La police au cimetière du Père Lachaise.

La profanation est un acte dit sacrilège, consistant en un mélange réel ou symbolique d'éléments du sacré avec des éléments du profane, d'une façon qui n'est pas prévue par les règles et rituels du sacré, ou qui va à leur encontre.

## Définition
La profanation est une atteinte au respect du sacré.
Il peut s'agir d’une infraction à la loi nationale ou à la loi religieuse dans un lieu consacré.
Il peut aussi s'agir de l'introduction d'éléments profanes dans une enceinte sacrée, dite sanctuaire, ou bien de l'utilisation d'éléments sacrés dans un contexte profane jugé inconvenant.

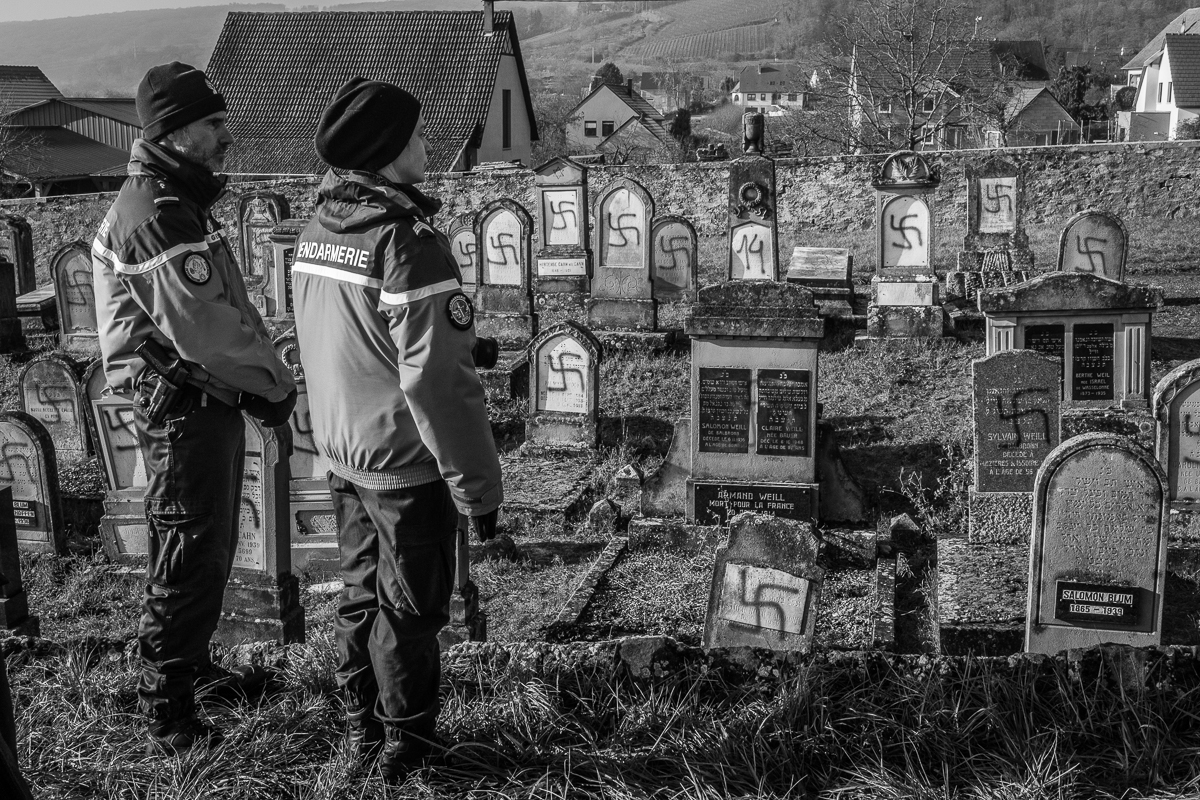
Gendarmes devant le cimetière juif profané à Westhoffen en Alsace, 2019

La profanation d'une tombe est un acte visant à souiller (une sépulture est un lieu volontairement préservé pour évoquer la mémoire d'une personne), dégradant pour le défunt, et commis contre les usages d'une société envers ses morts. La profanation de sépulture peut viser non seulement un individu, mais aussi une communauté : par exemple, certaines profanations dans les cimetières juifs peuvent avoir un caractère antisémite. Cela a notamment été le cas lors de la profanation du cimetière juif de Carpentras en 1990 (cf. affaire de la profanation de Carpentras).
Ces actes sacrilèges, expression de mépris et de haine, seraient par ailleurs parfois un rite d'initiation dans les sectes néo-nazies ou sataniques.
Le terme juridique de « profanation » est apparu en France dans les années 1990[réf. nécessaire]. Auparavant, seule la « violation de sépulture » (dégradation matérielle d’une tombe) définie par les Articles 225-17 et suivants du Code pénal était punie : jusqu'à cinq ans d'emprisonnement et à 75 000 euros d'amende lorsqu'elle a été accompagnée d'atteinte à l'intégrité du cadavre et a été commise à raison de l'appartenance ou de la non-appartenance, vraie ou supposée, des personnes décédées à une ethnie, une nation, une race ou une religion déterminée. De plus, l'Article 16-1-1 du Code civil précise que « Le respect dû au corps humain ne cesse pas avec la mort. Les restes des personnes décédées, y compris les cendres de celles dont le corps a donné lieu à crémation, doivent être traités avec respect, dignité et décence. » La « profanation » relève d'un acte symbolique sur plusieurs tombes.

## Galerie

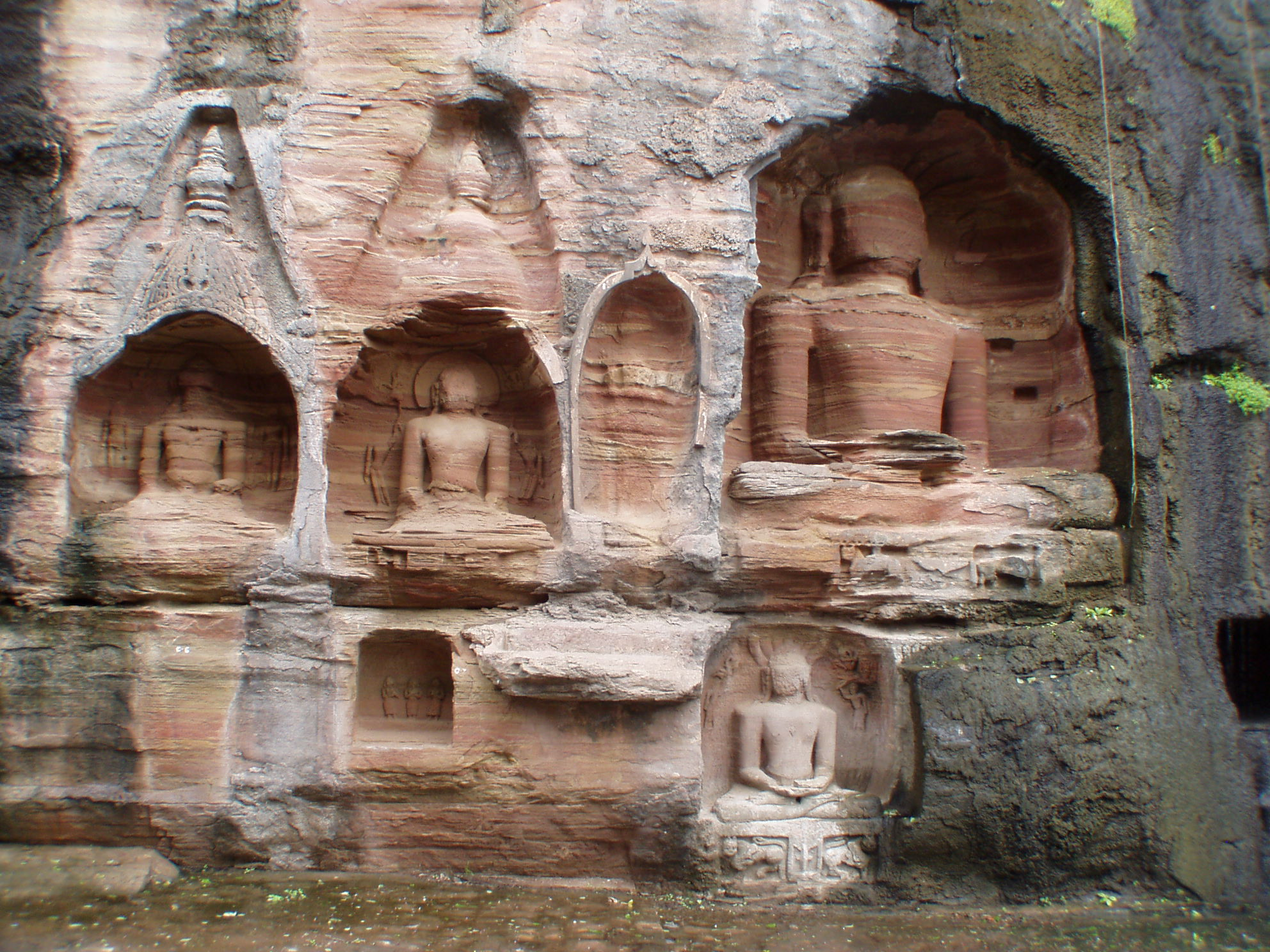
(en)Idoles du Jaïnisme profanées, au visage et membres volontairement mutilés, à Madhya Pradesh (Inde), vers 1527
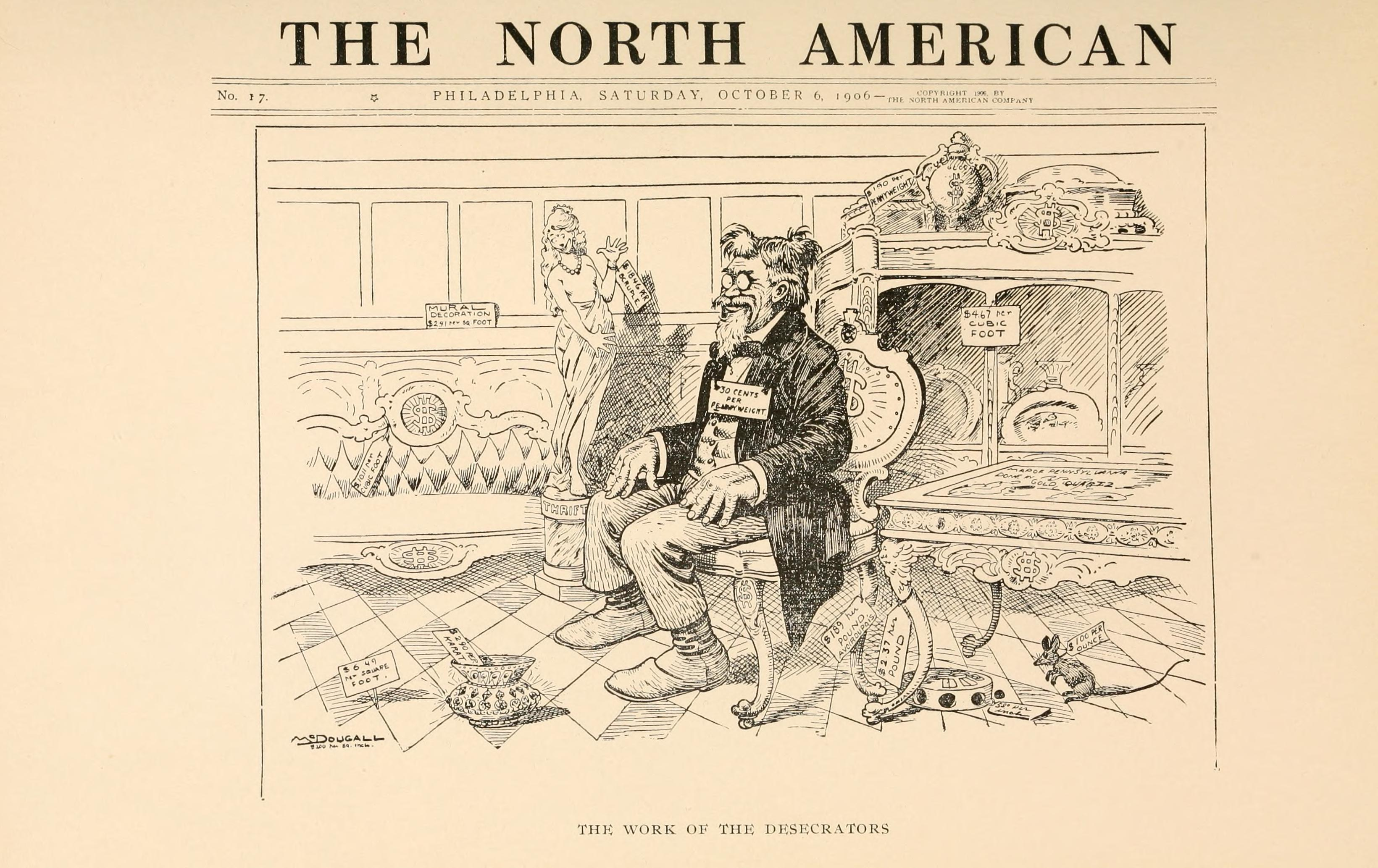
Caricature politique sur « l'oeuvre des profanateurs », The North American, 6 octobre 1906
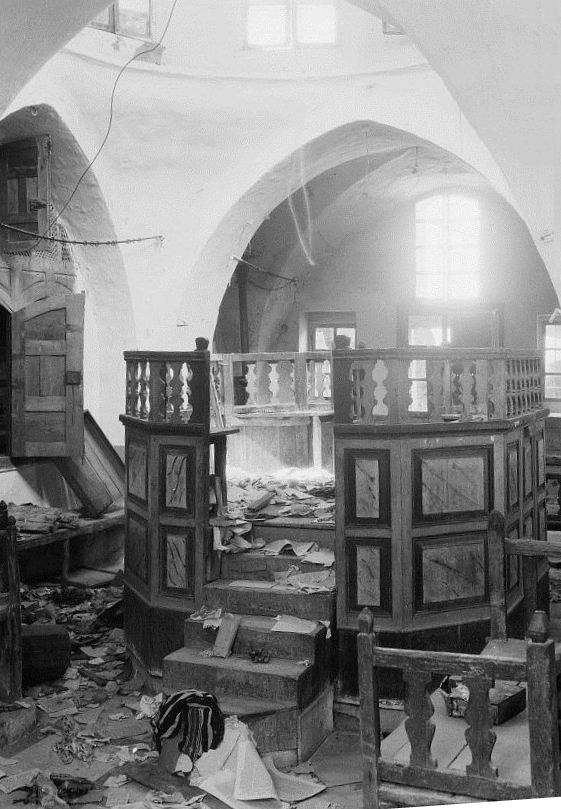
Profanation de la synagogue Avraham Avinou lors du pogrom d'Hébron, en 1929
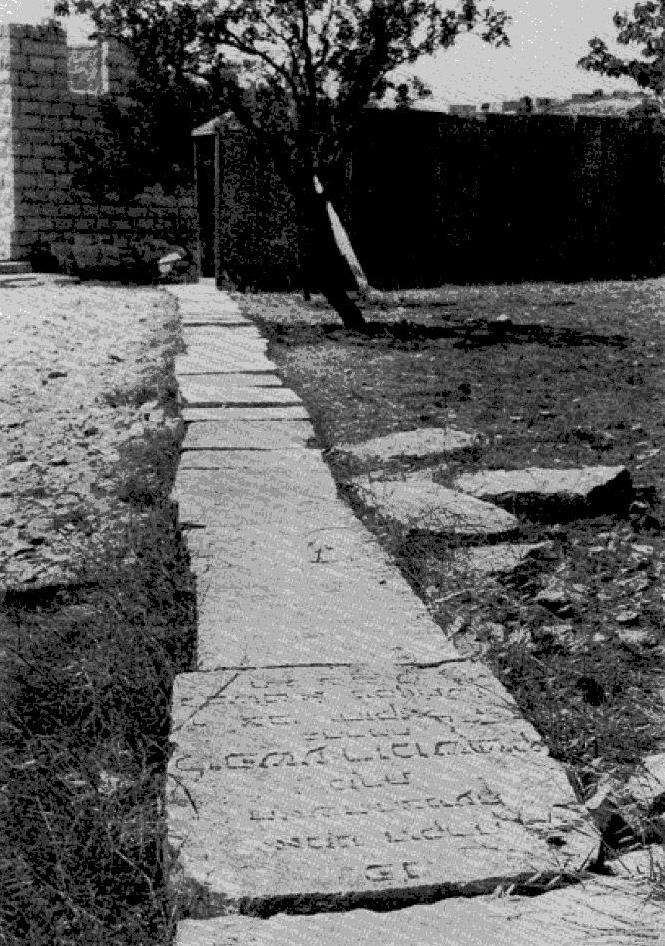
Profanation des tombes du cimetière juif du Mont des Oliviers à Jérusalem, stèles utilisées en pavement de chemin, en 1948
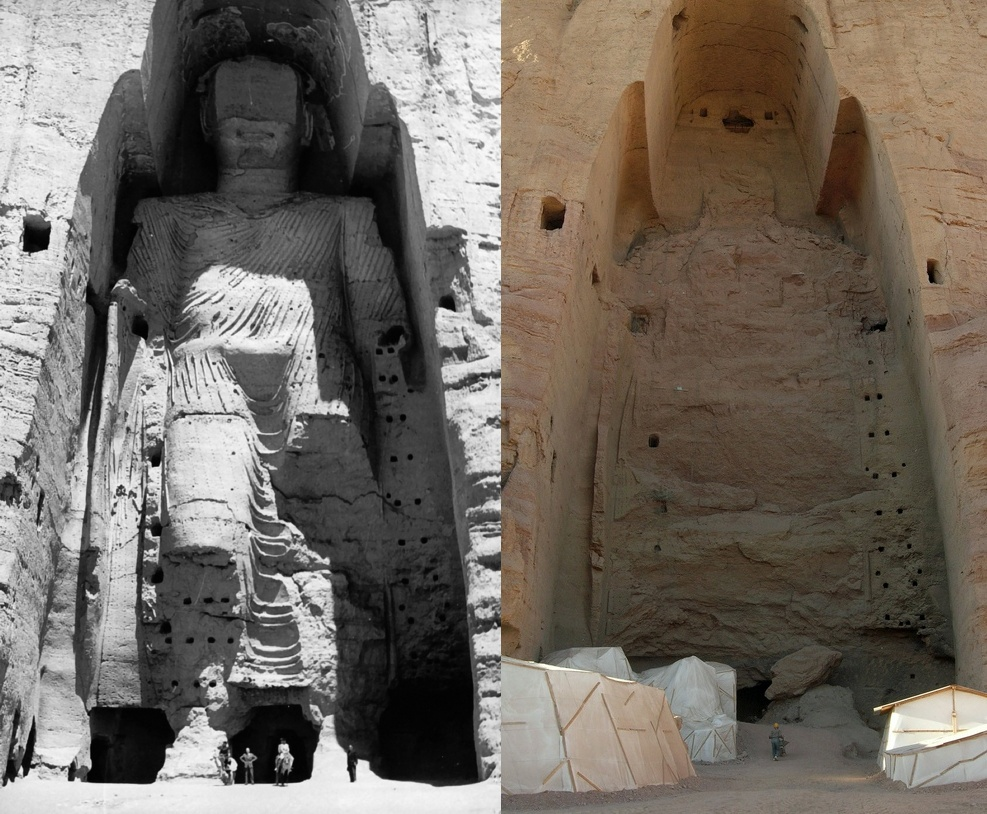
Statue de Bouddha avant et après sa profanation et sa destruction, à Bamyan (Afghanistan), en 2001
Profanation du monument commémoratif du génocide arménien à Cardiff (pays de Galles), 2008
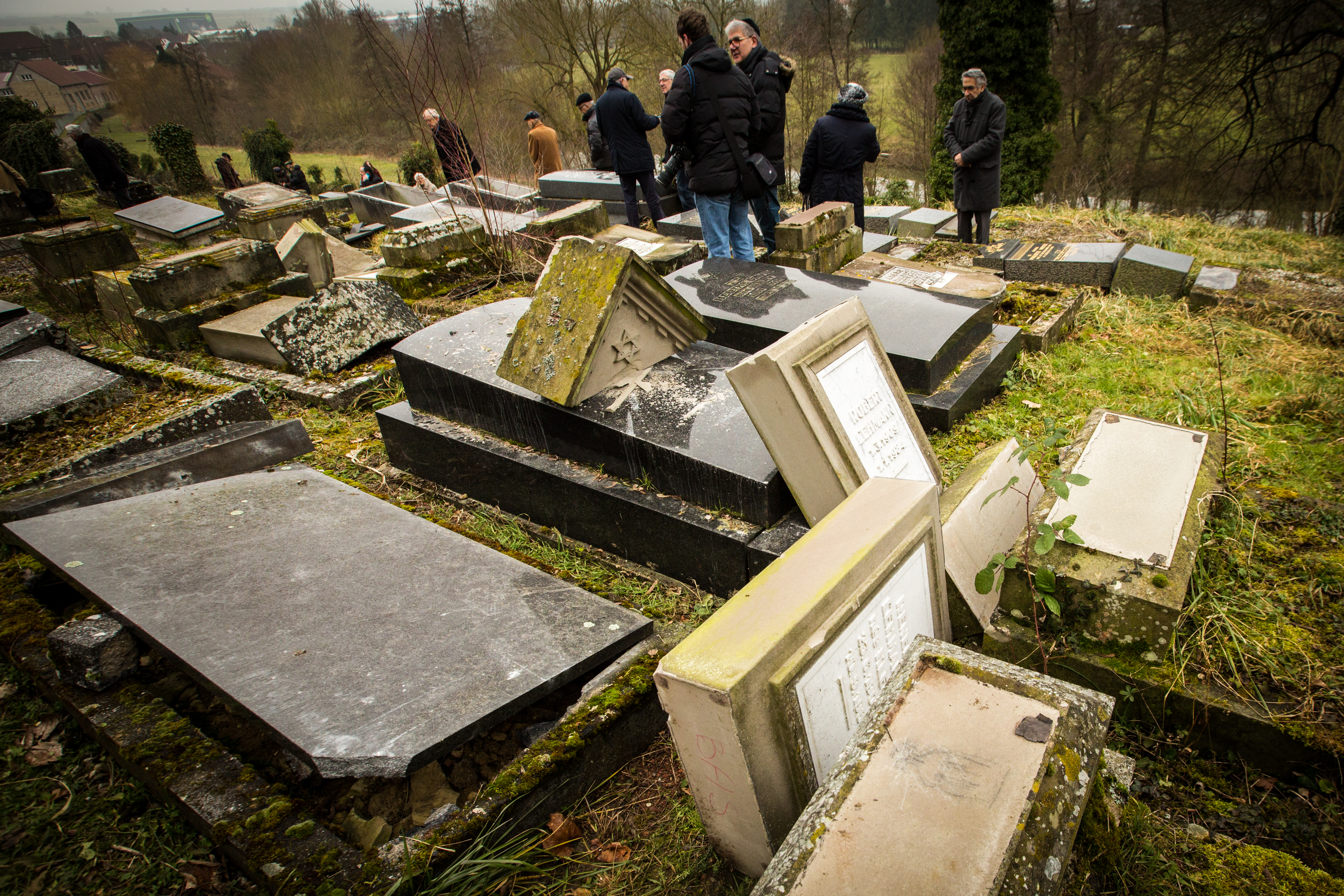
Profanation du cimetière juif de Sarre-Union, en février 2015